# Тривіньяно-Удінезе
Тривіньяно-Удінезе (італ. Trivignano Udinese) — муніципалітет в Італії, у регіоні Фріулі-Венеція-Джулія,  провінція Удіне.
Тривіньяно-Удінезе розташоване на відстані близько 460 км на північ від Рима, 55 км на північний захід від Трієста, 16 км на південний схід від Удіне.
Населення — 1636 осіб (2014).

## Демографія
Населення за роками:

Станом на 1 січня 2023 року в муніципалітеті офіційно проживали 54 іноземці з 18 країн, серед них 17 громадян країн Євросоюзу та 5 громадян України.

## Сусідні муніципалітети
- Кьоприс-Вісконе
- Манцано
- Пальманова
- Павія-ді-Удіне
- Сан-Джованні-аль-Натізоне
- Сан-Віто-аль-Торре
- Санта-Марія-ла-Лонга